# Götaplatsen
La Götaplatsen, est l'une des places emblématiques de la ville de Göteborg en Suède et est située à l'extrêmité sud de l'Avenyn, principale artère de la ville. La place fut inaugurée lors de l'exposition industrielle internationale de 1923, célébrant par la même occasion les 300 ans de la création de la ville.
Götaplatsen est l'épicentre de la culture à Göteborg, étant bordée par la Konserthus (salle de concert où office l'Orchestre symphonique de Göteborg), la Konsthall (centre d'art contemporain), le Konstmuseum (musée des Beaux-arts), le Stadsteater (théatre municipal) et la Stadsbibliotek (bibliothèque municipale). 
Au centre de la place trône une fontaine ornée d'une statue en bronze représentant Poséidon. Réalisée par Carl Milles, cette œuvre est devenue un symbole majeur d'une ville qui fut et reste portée vers la mer.
Chaque année, le festival culturel de la ville réunit différents artistes suédois pour des représentations gratuites sur la place.
La manifestation de soutien à l'attentat contre Charlie Hebdo s'est notamment tenu sur Götaplatsen la 11 janvier 2015.